# Kalinówka (powiat włodawski)
Kalinówka – wieś w Polsce położona w województwie lubelskim, w powiecie włodawskim, w gminie Urszulin.
Wierni Kościoła rzymskokatolickiego należą do parafii św. Stanisława w Wereszczynie.
W latach 1975–1998 miejscowość należała administracyjnie do województwa chełmskiego.